# Franz Xaver Ullersberger
Franz Xaver Ullersberger (* 1807; † 1887) war ein deutscher Politiker, Verleger und Historiker.

## Leben und Wirken
Ullersberger war im Vormärz Stadtrechner von Überlingen. In dieser Stellung versuchte er, sich an einer städtischen Baumaßnahme zu bereichern; 1845 intrigierte er im Vorfeld der Wahl zur Zweiten Kammer der Badischen Ständeversammlung zugunsten des konservativen Kandidaten Daniel Abegg. Nachdem er dafür von Joseph Fickler in dessen liberalen Seeblättern angegriffen worden war, trat er 1846 von seinem Amt zurück. Zwischen 1851 und 1856 vertrat Ullersberger als konservativer Abgeordneter die Ämter Meersburg, Salem, Pfullendorf und Überlingen (ohne die Stadt Überlingen) in der zweiten Kammer der badischen Ständeversammlung.
Von 1848 an gab Ullersberger das Amtsblatt „Der Seebote“ (später „Überlinger Tagblatt“) heraus. In seiner Druckerei verlegte er Schriften mit Bezug zu Überlingen und dem Linzgau, wie z. B. Benvenut Stengeles „Linzgovia Sacra“. Daneben betätigte er sich selbst als Geschichtsforscher und veröffentlichte in seinem Verlag Arbeiten zur Überlinger Geschichte. Ullersberger entdeckte die Pfahlbaustationen Nußdorf, Maurach, Sipplingen und Unteruhldingen; die Fundstücke verkaufte er der königlichen Altertümersammlung in Stuttgart und der Sammlung des Vereins für Geschichte des Bodensees und seiner Umgebung. Ullersberger war 1868 Gründungsmitglied des Vereins für Geschichte des Bodensees und seiner Umgebung und versah von da an bis zu seinem Tode die Vereinsgeschäfte in Überlingen; in dieser Funktion folgte ihm sein Schwiegersohn Theodor Lachmann.

## Schriften
- Der Riesentopf („Gletschermühle“) an den Gestaden des Bodensee’s in der Nähe der Stadt Ueberlingen. Ullersberger, Überlingen, 1884.
- Die Steinmetzzeichen des Ueberlinger Münsters. Ullersberger, Überlingen, 1880. Digitalisat
- Beiträge zur Geschichte der Pfarrei und des Münsters in Ueberlingen. Stettner, Lindau, 1879. Mit eigener Seitenzählung eingebunden in: Schriften des Vereins für Geschichte des Bodensees und seiner Umgebung. Band 9, 1878. Digitalisat